# Sisyrinchium idahoense
Sisyrínchium idahoë́nse  (лат.) — вид цветковых растений рода Голубоглазка (Sisyrinchium) семейства Ирисовые (Iridaceae). 

## Ботаническое описание
Многолетнее травянистое растение 15,24—94,32 см высотой с узкими злаковидными листьями. 
Цветок обычно глубокого от синевато-пурпурного цвета до сине-фиолетового цвета или бледно-синего, реже белого, с жёлтой трубкой венчика.

## Распространение и местообитание
Произрастает на западе США и в Канаде. Растёт во влажных травянистых местах и просеках, по берегам ручьёв на высоте ниже 2400 м над уровнем моря.

## Разновидности
Выделяют следующие разновидности:
- Sisyrinchium idahoense var. idahoense
- Sisyrinchium idahoense var. macounii (E.P.Bicknell) Douglass M.Hend.
- Sisyrinchium idahoense var. occidentale (E.P.Bicknell) Douglass M.Hend.
- Sisyrinchium idahoense var. segetum (E.P.Bicknell) Douglass M.Hend.